# Nadleśnictwo Łosie
Nadleśnictwo Łosie – jednostka organizacyjna Lasów Państwowych podległa Regionalnej Dyrekcji Lasów Państwowych w Krakowie. Siedziba Nadleśnictwa znajduje się w Łosiu w gminie Ropa, powiecie gorlickim, w województwie małopolskim.
Nadleśnictwo obejmuje część powiatów gorlickiego i nowosądeckiego, a pod względem geograficznym fragmenty Beskidu Niskiego oraz Beskidu Sądeckiego.

## Historia
Nadleśnictwo Łosie powstało w 1952 w wyniku podziału Nadleśnictwa Ropa. Lasy nadleśnictwa to byłe lasy prywatne oraz zalesione grunty porolne znacjonalizowane przez komunistów.
Terytorium nadleśnictwa powiększyło się w 1969 w wyniku przyłączenia w całości Nadleśnictwa Śnietnica oraz w 1972 o część Nadleśnictwa Gładyszów.

## Ochrona przyrody
Na terenie nadleśnictwa znajdują się trzy rezerwaty przyrody:
- Jaworzyna na Chełmie
- Kozie Żebro
- Markowiec-Gródek[1].

## Drzewostany
Przeciętna zasobność drzewostanów nadleśnictwa wynosi ponad 290 m³/ha, w tym:
- drzewostany jodłowe – 348 m³/ha
- drzewostany bukowe – 300 m³/ha
- drzewostany sosnowe – 267 m³/ha
- drzewostany świerkowe – 248 m³/ha
- drzewostany modrzewiowe – 221 m³/ha

Udział gatunków lasotwórczych:
- 40% – jodła
- 29% – buk
- 18% – sosna
- 6% – świerk
- 3% – modrzew
- 2% – jawor
- 2% – pozostałe